# Unbedenklichkeitsbescheinigung (Studium)
Eine Unbedenklichkeitsbescheinigung ist eine Bestätigung, die bei einem Hochschulwechsel nötig wird, wenn der neue Studiengang artverwandt oder artgleich dem bisherigen Studiengang ist (z. B. Studiengangwechsel von Studium der Biologie zu Studium der Bionik).
Mit der Bescheinigung bestätigt das bisherige Prüfungsamt, dass der Bewerber seinen Prüfungsanspruch nicht verloren hat. Die Unbedenklichkeitsbescheinigung bestätigt außerdem, dass im bisherigen Studium weder Modul- noch Fachprüfungen endgültig nicht bestanden wurden. Damit hat das neue Prüfungsamt die formale Sicherheit, dass der neu Einzuschreibende alle erforderlichen Prüfungsleistungen erbringen darf.
Angefordert wird die Unbedenklichkeitsbescheinigung in vielen Fällen erst mit anderen Unterlagen wie der Exmatrikulationsbescheinigung der bisherigen Hochschule und Nachweisen über bisher erbrachte Leistungen.